# Ben Elias
Pour les articles homonymes, voir Elias.
Benjamin Ben Elias, né le 27 décembre 1983, est un mathématicien américain qui travaille en théorie géométrique des représentations et en catégorification.

## Biographie et recherche
Ben Elias fait ses études à l'université de Princeton où il obtient un B. A. en 2005 puis obtient un Ph. D. en 2011 à l'université Columbia sous la direction de Mikhaïl Khovanov, avec une thèse intitulée « Soergel diagrammatics for dihedral groups ». Il est ensuite chercheur postdoctoral au Massachusetts Institute of Technology, supervisé par Roman Bezrukavnikov (en). Depuis 2014, il enseigne à l'université de l'Oregon, où il devient professeur assistant en 2016.
Ben Elias travaille en théorie géométrique des représentations et en catégorification. Avec Geordie Williamson, il a travaillé sur les conjectures de Kazhdan-Lusztig et les bimodules de Soergel. Il est adepte des démonstrations diagrammatiques, procédé qui s'apparente au raisonnement diagrammatique.
En 2016, il est sélectionné comme Sloan fellow. En 2017 il est lauréat du New Horizons in Mathematics Prize, en même temps que Mohammed Abouzaid, Hugo Duminil-Copin et
Geordie Williamson.

## Publications (sélection)
- Ben Elias, « Quantum Satake in type {\displaystyle A}. Part I, », Journal of Combinatorial Algebra, vol. 1, no 1,‎ 2017, p. 63-125 (ISSN 2415-6302, DOI 10.4171/JCA/1-1-4, MR 3589911).
- Ben Elias, « Folding with Soergel bimodules », dans Categorification and higher representation theory, Amer. Math. Soc., coll. « Contemp. Math. » (no 683), 2017, 287-332 p. (MR 3611718).
- (en) Ben Elias et Geordie Williamson, « Diagrammatics for Coxeter groups and their braid groups », Quantum Topology, vol. 8, no 3,‎ 2017, p. 413–457 (ISSN 1663-487X, DOI 10.4171/QT/94, arXiv 1405.4928)

- Ben Elias et Geordie Williamson, « Soergel calculus », Representation Theory. An Electronic Journal of the American Mathematical Society, vol. 20,‎ 2016, p. 295-374 (ISSN 1088-4165, DOI 10.1090/ert/481, MR 3555156, arXiv 1309.0865).
- Ben Elias et Geordie Williamson, « Kazhdan-Lusztig conjectures and shadows of Hodge theory », dans Arbeitstagung {B}onn 2013, Birkhäuser - Springer, coll. « Progr. Math. » (no 319), 2016, 105-126 p. (MR 3618049, arXiv 1403.1650).
- (en) Ben Elias et Nicolas Libedinsky, « Indecomposable Soergel bimodules for universal Coxeter groups », Transactions of the American Mathematical Society, vol. 369, no 6,‎ 2016, p. 3883–3910 (ISSN 0002-9947, DOI 10.1090/tran/6754, MR 3624396).
- Ben Elias et Geordie Williamson, « The Hodge Theory of Soergel bimodules », Annals of Mathematics, vol. 180,‎ 2014, p. 1089-1136 (arXiv 1212.0791).
- Ben Elias et Mikhail Khovanov, « Diagrammatics for Soergel categories », International Journal of Mathematics and Mathematical Sciences, vol. 180,‎ 2014, p. 1089-1136 (arXiv 1212.0791).
- (en) Ben Elias, « A Diagrammatic Temperley-Lieb Categorification », International Journal of Mathematics and Mathematical Sciences,‎ 2010, article no 47 (ISSN 0161-1712, DOI 10.1155/2010/530808, arXiv 1003.3416).
- Ben Elias et Daniel Krasner, « Rouquier complexes are functorial over braid cobordisms », Homology, Homotopy and Applications, vol. 12, no 2,‎ 2010, p. 109-146 (ISSN 1532-0073, MR 2721032, arXiv 0906.4761, lire en ligne).